# Franco Rosso
Franco Rosso (29 d'agost de 1941 - 9 de desembre de 2016) va ser un productor i director de cinema nascut a Itàlia establert a Anglaterra. És conegut per fer pel·lícules sobre la cultura Black British, i en particular per la pel·lícula de culte de 1980 Babylon, sobre la joventut negra de Jamaica al sud de Londres, amb el suport de la National Film Finance Corporation.

## Vida i carrera
Rosso va néixer a Torí, Piemont, però va créixer a Londres, on els seus pares (que havien estat treballadors de Fiat a Torí) el van portar quan tenia vuit anys. Després d'assistir a l'escola integral a Battersea, Rosso va passar a la Camberwell School of Art i a la Royal College of Art (on va ser contemporani d'Ian Dury).
Va ser assistent a la pel·lícula de Ken Loach de 1969 Kes, i la carrera posterior de Rosso com a cineasta va incloure llargmetratges, així com documentals i sèries de televisió, treballant com a editor, productor, director i escriptor. Després de les primeres produccions al Royal College of Art, Rosso va fer el seu notable debut com a director amb el documental The Mangrove Nine, sobre la resistència als atacs policials al popular restaurant Mangrove a principis dels anys 1970, amb guió de John La Rose i narrat per Andrew Salkey. Segons l'obituari de Rosso de Martin Stellman, la pel·lícula The Mangrove Nine va ser "tan intransigent en la seva representació del racisme policial que la BBC va endarrerir la seva transmissió. Durant diversos anys després, Rosso no va poder treballar amb la corporació i va creure fermament que havia estat a la llista negra."
El 1981, Rosso va guanyar un Evening Standard Award al cineasta més prometedor pel seu drama Babylon, que va ser anomenada pel fanzine New Britain "una de les millors pel·lícules britàniques que s'han fet mai, no només una de les millors pel·lícules de "negres" o "joves"".

## Filmografia seleccionada
- 1967: Rainbows Are Insured against Old Age – Royal College of Art (director)[12]
- 1968: Dream Weaver – Royal College of Art (director)
- 1973: The Mangrove Nine — documental sobre el Mangrove Nine (director; co-productor Horace Ové, guió de John La Rose)
- 1979: Dread Beat an' Blood — documental perr Omnibus (BBC television), amb Linton Kwesi Johnson (director)[1][13]
- 1980: Babylon — drama (director, guionista)
- 1983: Ian Dury – biopic (director)
- 1983: Salt on a Snake's Tail – BBC TV (director)
- 1984: The Caribbean in Crisis: The West Indies One Year after the Grenada Invasion – documental per Channel Four (productor)
- 1985: Sixty-Four Day Hero: A Boxer's Tale (director)
- 1986: Struggle for Stonebridge — documental per 40 Minutes, BBC Two (director)
- 1988: The Nature of the Beast (director)
- 1991: Lucha Libre — per televisió (director)
- 1995: Money Drugs Lock-up (director)